# Odwzorowanie walcowe równokątne

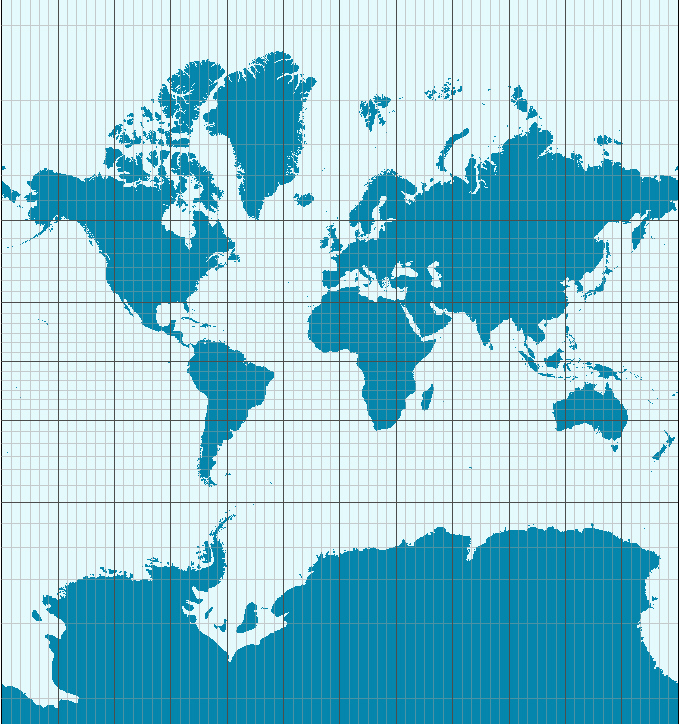
Świat w odwzorowaniu Merkatora

Odwzorowanie walcowe równokątne (odwzorowanie Merkatora) – odwzorowanie walcowe Ziemi. Południkom i równoleżnikom odpowiadają odcinki, kąty między nimi są zachowane.
Odwzorowanie na równiku jest dokładne, ale wraz z oddalaniem się od niego błędy rosną, gdyż na odwzorowaniu wszystkie równoleżniki mają te same długości. Prowadzi to do ogromnych deformacji wyglądu obszarów w okolicach bieguna. Z tych powodów jej używanie ma sens tylko w nawigacji, gdyż bardzo łatwo znaleźć na takiej mapie dowolny punkt o zadanych współrzędnych geograficznych oraz wyznaczać azymuty. Do celów geodezyjnych, kartograficznych, katastralnych i gospodarczych, powszechnie wykorzystywane jest zmodyfikowane odwzorowanie Merkatora – wiernokątne walcowe poprzeczne np. w układzie UTM.
Jest to jedno z najstarszych odwzorowań kartograficznych, wynalezione w XVI w. przez flamandzkiego kartografa Gerarda Merkatora, w czasach wielkich odkryć geograficznych, związanych z długimi wyprawami morskimi, kiedy szczególnie ważne było wyznaczanie azymutów, a zatem też wiernokątność mapy.
Zastosowanie:
– mapy lotnicze;
– mapy morskie;
– mapy stref czasowych. 

Wzory przekształcające:
{\displaystyle x=\alpha \left(\lambda -\lambda _{0}\right)}

{\displaystyle y=\alpha \ln \left(\tan \left({\frac {\pi }{4}}+{\frac {\phi }{2}}\right)\right)}
przy czym:
{\displaystyle \lambda } – długość geograficzna

{\displaystyle \phi } – szerokość geograficzna

{\displaystyle \lambda _{0}} – południk przechodzący przez środek mapy

{\displaystyle \alpha } – stała skalowania mapy
Wzory odwrotne to:
{\displaystyle \lambda =\lambda _{0}+{\frac {x}{\alpha }}}

{\displaystyle \phi =2\arctan \left(\exp {\frac {y}{\alpha }}\right)-{\frac {\pi }{2}}}